# Tham mưu trưởng Quân chủng Hải quân, Quân đội nhân dân Việt Nam
Phó Tư lệnh kiêm Tham mưu trưởng Hải quân là sĩ quan cao cấp của Quân chủng Hải quân và là một thành viên trong Bộ Tổng tham mưu Quân đội nhân dân Việt Nam. Tham mưu trưởng Hải quân báo cáo trực tiếp với Tư lệnh Quân chủng Hải quân Nhân dân Việt Nam về tất cả những vấn đề liên quan đến hải quân trong đó có việc chỉ huy, sử dụng nguồn lực và hoạt động hữu hiệu của lực lượng hải quân.
Tham mưu trưởng Hải quân Việt Nam là cố vấn chính của Chủ tịch nước Cộng hòa xã hội chủ nghĩa Việt Nam, Bộ trưởng Quốc phòng và Tư lệnh Quân chủng Hải quân Nhân dân Việt Nam về những hoạt động chiến tranh hải quân. Tham mưu trưởng Hải quân Việt Nam do Bộ trưởng Quốc phòng bổ nhiệm.

## Điều kiện để trở thành Tham mưu trưởng Bộ Tư lệnh Quân chủng Hải quân
- Là công dân Việt Nam
- Ít nhất là 35 tuổi
- Ít nhất phải tốt nghiệp Đại học trở lên
- Được Bộ trưởng Quốc phòng bổ nhiệm giữ chức Tham mưu trưởng Hải quân

## Tổ chức văn phòng Tham mưu trưởng Bộ Tư lệnh Quân chủng Hải quân Việt Nam
Văn phòng Tham mưu trưởng Hải quân gồm có Tham mưu trưởng, các Phó Tham mưu trưởng, Tham mưu trưởng các Vùng Hải quân, các Phó Tham mưu trưởng các Vùng Hải quân, các Trợ lý và các thành viên khác của Hải quân Việt Nam.

## Phó Tư lệnh kiêm Tham mưu trưởng qua các thời kỳ
| Thứ tự | Họ tên                    | Thời gian đảm nhiệm | Cấp bậc tại nhiệm                                                    | Chức vụ cuối cùng                                                                                              | Ghi chú                                          |
| ------ | ------------------------- | ------------------- | -------------------------------------------------------------------- | --- | ------------------------------------------------ |
| 1      | Trần Thanh Từ             | 1964 – 1967         | Thượng tá (1959) Đại tá (1966) Trung tướng (1986)                    | Phó Chủ nhiệm Tổng cục Kỹ thuật                                                                                | Tham mưu trưởng đầu tiên của Quân chủng Hải quân |
| 2      | Dũng Mã (1923-2002)       | 1967 – 1970         | Thượng tá (1966) Thiếu tướng (1984)                                  | Cục trưởng Cục Kế hoạch huấn luyện, Học viện Quân sự cao cấp                                                   | Huân chương Quân công hạng nhất                  |
| 3      | Đoàn Bá Khánh             | 1970 – 1970         | Thượng tá (1970) Chuẩn Đô đốc (1975)                                 | Tư lệnh Quân chủng Hải quân                                                                                    |                                                  |
| 4      | Nguyễn Dưỡng              | 1970 – 1977         | Thượng tá (1970) Đại tá (1974) Chuẩn Đô đốc (1980)                   | Phó Tư lệnh Quân chủng Hải quân                                                                                |                                                  |
| 5      | Hoàng Hữu Thái            | 1971 – 1990         | Thượng tá (1971) Đại tá (1977) Chuẩn đô đốc (1983) Phó đô đốc (1989) | Tư lệnh Quân chủng Hải quân                                                                                    | Huân chương Quân công hạng nhất                  |
| 6      | Mai Xuân Vĩnh (1931-)     | 1982 – 1993         | Chuẩn đô đốc (1984) Phó Đô đốc (1994)                                | Tư lệnh Quân chủng Hải quân                                                                                    |                                                  |
| 7      | Trương Tải                | 1993 – 1995         | Đại tá Thiếu tướng                                                   | Phó Cục trưởng Cục Tác chiến, BTTM                                                                             |                                                  |
| 8      | Trần Quang Khuê (1950-)   | 1996 – 2000         | Đại tá Chuẩn đô đốc (2000) Trung tướng (2008)                        | Phó Tổng Tham mưu trưởng                                                                                       |                                                  |
| 9      | Nguyễn Văn Hiến (1954-)   | 2000 – 2004         | Chuẩn Đô đốc (2000) Phó Đô đốc (2004) Đô đốc (2011)                  | Thứ trưởng Bộ quốc phòng                                                                                       |                                                  |
| 10     | Phạm Ngọc Minh (1959-)    | 2005 – 2013         | Chuẩn đô đốc (2007) Phó Đô đốc (2012) Thượng tướng (2016)            | Phó Tổng Tham mưu trưởng (2013 – 2019)                                                                         |                                                  |
| 11     | Phạm Hoài Nam (1967-)     | 2013 – 2015         | Chuẩn đô đốc (2014) Phó Đô đốc (2018) Thượng tướng (2021)            | Tư lệnh Quân chủng Hải quân Thứ trưởng Bộ quốc phòng                                                           |                                                  |
| 12     | Phạm Xuân Điệp (1958-)    | 2015 – 2017         | Chuẩn đô đốc (2012)                                                  | Phó Tư lệnh Quân chủng Hải quân                                                                                |                                                  |
| 13     | Nguyễn Trọng Bình (1965-) | 2017 – 2019         | Chuẩn đô đốc (2015) Trung tướng (2020)                               | Phó Tổng Tham mưu trưởng (2019 – nay)                                                                          |                                                  |
| 14     | Trần Thanh Nghiêm (1970-) | 2019 – 09/2020      | Chuẩn đô đốc (2019) Phó Đô đốc (2023)                                | Phụ trách Tư lệnh Quân chủng Hải quân (28/07/2020 – 11/09/2020) Tư lệnh Quân chủng Hải quân (11/09/2020 – nay) |                                                  |
| 15     | Phạm Mạnh Hùng (1964-)    | 9/2020 – 3/2024     | Chuẩn đô đốc (2017)                                                  | |                                                  |
| 16     | Nguyễn Văn Bách           | 5/2024 - nay        | Đại tá Chuẩn đô đốc (2025)                                           | | Nguyên Tư lệnh Vùng 4 Hải Quân Việt Nam          |